# ولینگتون (تگزاس)
ولینگتون، تگزاس (به انگلیسی: Wellington, Texas) یک شهر در ایالات متحده آمریکا با جمعیت ۲٬۲۷۵ نفر است که در تگزاس واقع شده‌است.

## موقعیت جغرافیایی
موقعیت جغرافیایی شهرها و مناطق اطراف به شرح زیر است:

## نگارخانه

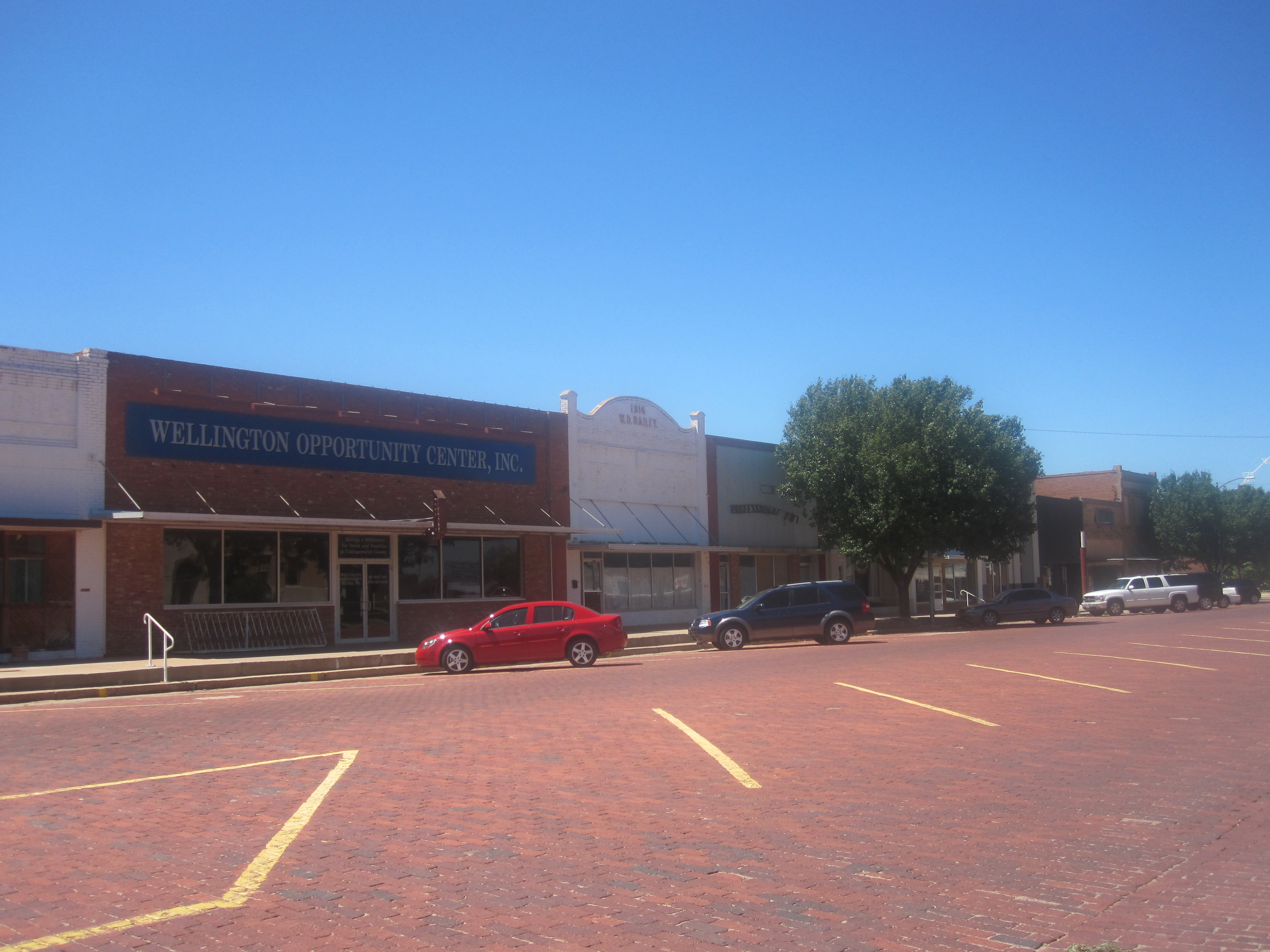
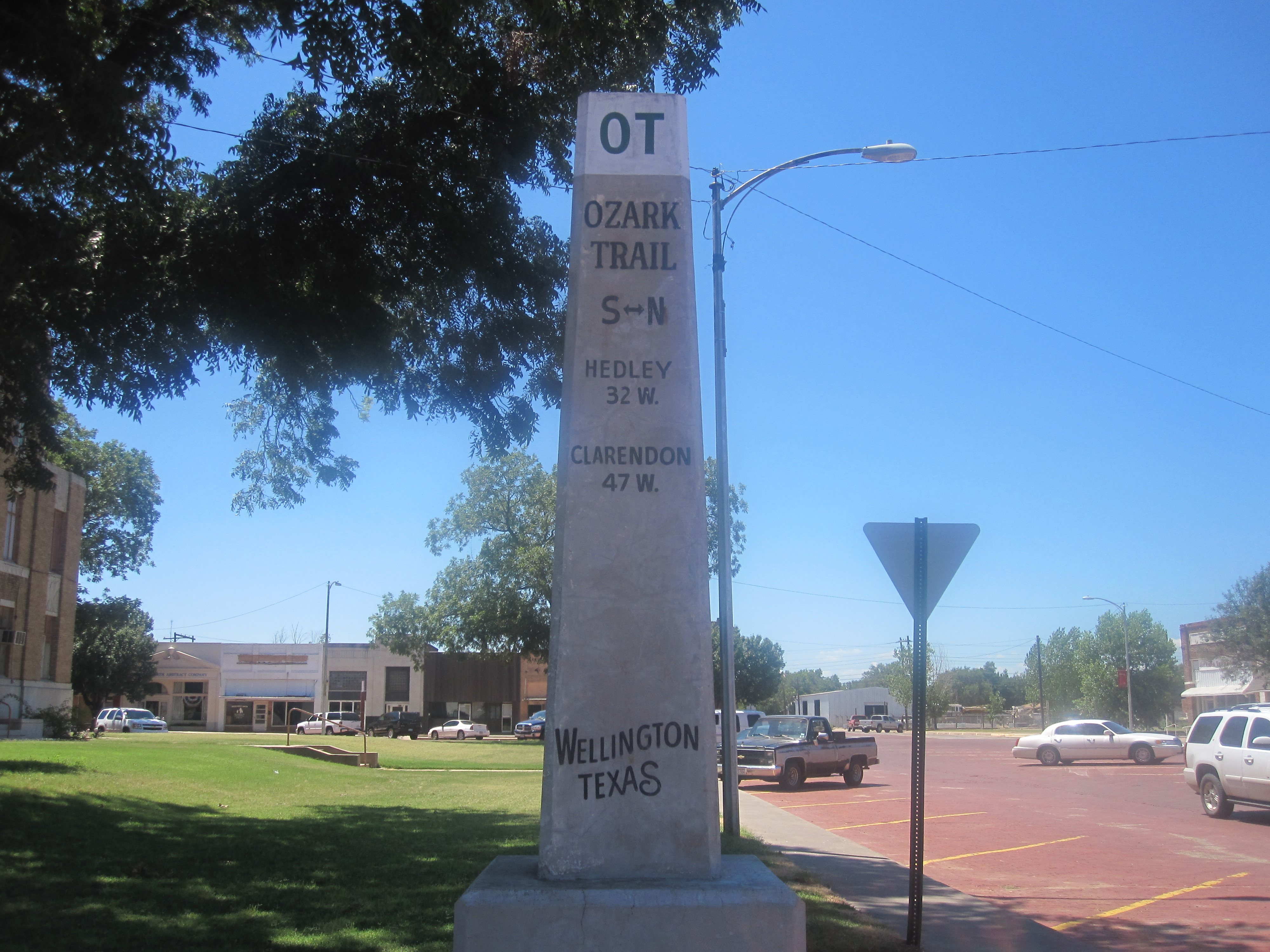
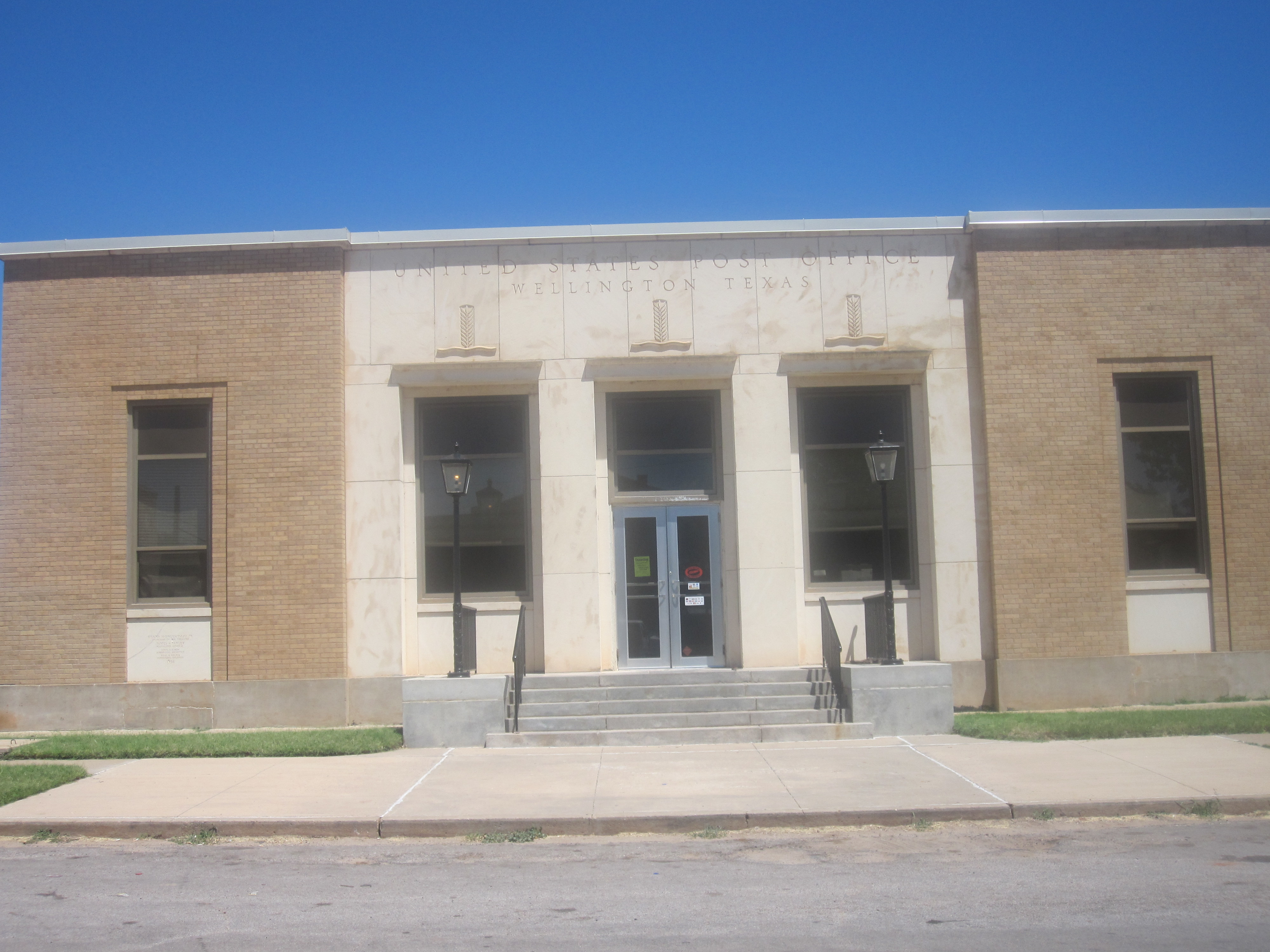
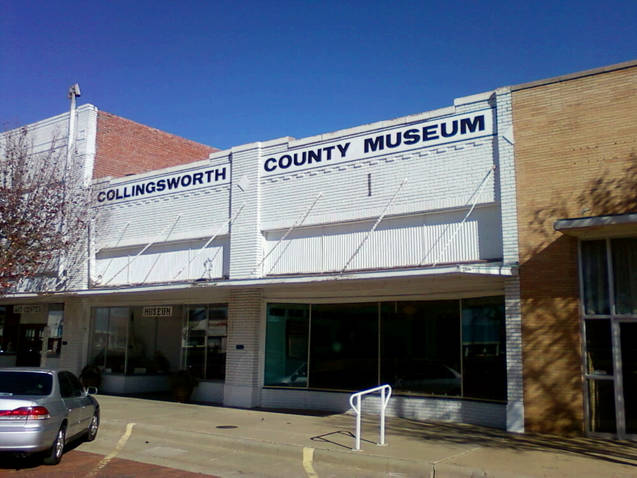
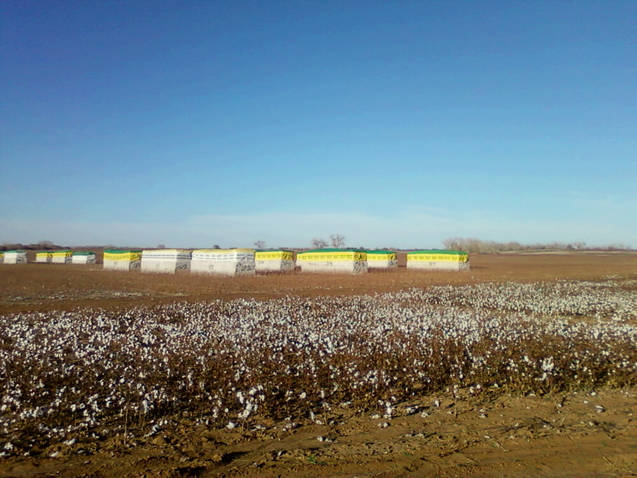